# Portnalong
Portnalong är en by på ön Isle of Skye i Highland, Skottland. Byn är belägen 4 km 
från Carbost. Orten har 226 invånare (2011).